# Liste der Kulturgüter in Matran
Die Liste der Kulturgüter in Matran enthält alle Objekte in der Gemeinde Matran im Kanton Freiburg, die gemäss der Haager Konvention zum Schutz von Kulturgut bei bewaffneten Konflikten, dem Bundesgesetz vom 20. Juni 2014 über den Schutz der Kulturgüter bei bewaffneten Konflikten sowie der Verordnung vom 29. Oktober 2014 über den Schutz der Kulturgüter bei bewaffneten Konflikten unter Schutz stehen.
Objekte der Kategorie A sind im Gemeindegebiet nicht ausgewiesen, Objekte der Kategorie B sind vollständig in der Liste enthalten, Objekte der Kategorie C fehlen zurzeit (Stand: 1. Januar 2023).

## Kulturgüter
| Foto |                                                                                 | Objekt                                                                                                  | Kat. | Typ | Standort                            | Beschreibung |
| ---- | ------------------------------------------------------------------------------- | --- | ---- | --- | ----------------------------------- | ------------ |
| ja   | Datei hochladen · Wikidata zu Bahnhof Matran (Q15964187)                        | Bahnhof der Compagnie d’Oron, später der SBB / Gare de la Compagnie d’Oron, puis des CFF KGS-Nr.: 09984 | B    | G   | Route du Bugnon 2 573860 / 182035   |              |
| ja   | Datei hochladen · Wikidata zu Pfarrkirche Saint-Julien (Q29696342)              | Pfarrkirche Saint-Julien / Église paroissiale Saint-Julien KGS-Nr.: 13272                               | B    | G   | Route de l’Église 1 573844 / 181758 |              |
| BW   | Datei hochladen · Wikidata zu Herrenhaus Buman im XVII. Jahrhundert (Q29696369) | Herrenhaus de Buman / Manoir de Buman KGS-Nr.: 13273                                                    | B    | G   | Chemin des Râpes 1 574548 / 181626  |              |